# Knut Frænkel

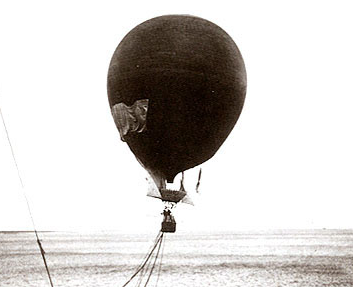
Örnen flyger norrut. Fotografiet är med stor sannolikhet taget av Henri Lachambres systerson M. Alexis Machuron, som på nära håll följde avfärden från Danskön.

Knut Hjalmar Ferdinand Frænkel, född 14 februari 1870 i Karlstad, död i oktober 1897 på Vitön, var en svensk civilingenjör och upptäcktsresande, som deltog i Andrées polarexpedition 1897.

## Biografi
Knut Frænkel, vars far var civilingenjör med inriktning på järnvägsbyggnation och major, växte upp i Norrland, där han i hög grad ägnade sig åt skytte, skidåkning och fotvandringar. Efter studentexamen 1891 vid Palmgrenska samskolan i Stockholm utbildade han sig till civilingenjör vid Kungliga Tekniska högskolan i Stockholm, där han tog examen 1896. Efter att vid Fortifikationen ha genomgått kursen för inträde i Väg- och vattenbyggnadskåren anställdes han vid statens järnvägsbyggande i Norrland.
En plats blev vakant i Andrées polarexpedition 1897 när meteorologen Nils Ekholm avstod från att delta i det andra försöket att fara över Nordpolen. Till ersättare för Ekholm utsåg expeditionens ledare S.A. Andrée civilingenjören Knut Fraenkel. Under våren 1897 reste han till Paris för att studera flygning med luftballong hos den kände franske ballongfabrikören Henri Lachambre, som hade levererat ballongen. Den 18 maj 1897 avgick expeditionen med flottans kanonbåt HMS Svensksund, som hade ställts till expeditionens förfogande. 
Den 30 maj var expeditionen åter på Danskön och fortsatte årets förberedelser. Den 11 juli infann sig äntligen den rätta vinden och ballongen, som fått namnet Örnen, lyfte mot Nordpolen. Ett missöde vid starten medförde dock, att ballongens släplinor lossnade. Detta fick till följd att ballongen förlorade sin styrbarhet och istället blev en friballong helt utlämnad till de rådande vindarna. Liksom de andra två deltagarna, S.A. Andrée och Nils Strindberg omkom Knut Frænkel under expeditionen.
Expeditionens kvarlevor och lämningar återfanns av en slump efter 33 år. Salomon August Andrées och Nils Strindbergs kroppar och en del av expeditionens material hittades av Bratvaagsexpeditionen i samarbete med Norges Svalbard- og Ishavsundersøkelser (numera Norsk Polarinstitutt) den 6 augusti 1930. Frænkels kropp hittades den 5 september av Knut Stubbendorff eftersom isen, som tidigare täckte kroppen, hade smält. Efter jordfästning i Storkyrkan den 5 oktober kremerades kroppen och askan lades i samma grav som de två andra på Norra begravningsplatsen i Solna. Frænkel var ogift.